# آینه ونوس هلالی
آینه ونوس هلالی (نام علمی: Legousia falcata) نام یک گونه از سرده آینه ونوس است. آینه ونوس در ایران چهار گونه گیاه یکساله دارد.